# کولغ کلم تشتکو
کولغ کلم تشتکو، روستایی در دهستان بندزرک بخش بندزرک شهرستان میناب در استان هرمزگان ایران است.

## جمعیت
بر پایه سرشماری عمومی نفوس و مسکن در سال ۱۳۹۵، جمعیت این روستا برابر با ۴۱۰ نفر (۱۰۲ خانوار) بوده‌است.